# Глобин, Василий Алексеевич
Василий Алексеевич Глобин (8 марта 1983 — 14 декабря 2008) — российский футболист, нападающий, тренер.
В 2001 году провёл четыре матча за дубль московского «Локомотива». В 2002 году перешёл в команду второго дивизиона «Спортакадемклуб», за которую в течение двух сезонов провёл 48 игр, забил 4 гола. 2004 год начал в другой московской команде второго дивизиона «Алмаз». Сыграв 15 матчей и забив 4 мяча, летом перешёл в белорусский клуб «Днепр-Трансмаш» Могилёв. В чемпионате Белоруссии провёл один матч — 30 августа в домашней игре против БАТЭ (0:1) вышел на замену на 75-й минуте.
Вскоре закончил профессиональную карьеру, начал работать учителем физкультуры в «Традиционной гимназии» и ПСТГУ.
Погиб 14 декабря 2008 года, попав под электричку.